# 凱西 (神秘動物)
凱西（英語：Cassie）是美國緬因州卡斯科灣發現的一隻大海蛇名稱。它通常被描述爲一隻60-150英尺（18.2-45.7米）長的、皮膚呈深綠色、深棕色或黑色的巨型蛇形動物。

## 歷史
凱西的歷史可追溯至1777年，其後陸續出現目擊，并在1777年-1877年間達到巔峰，主要的目擊集中于緬因州與麻省。神秘動物學家洛倫·科爾曼曾對凱西展開調查，據當地居民表示，在1950年他們便曾零星目擊大海蛇。1986年，科爾曼撰寫一篇關於凱西的文章并刊登在《Portland Monthly》上。據記載，凱西的目擊者包括當地居民，游客，船長與海軍軍官爱德华·普雷布尔等各界人士。在接近20世紀末時，凱西的目擊逐步減少，最近一次目擊是2002年，研究者推測或許是擁擠的海域迫使其前往更安靜的區域。